# Philocheras trispinosus
Philocheras trispinosus är en kräftdjursart. Philocheras trispinosus ingår i släktet Philocheras och familjen Crangonidae. Inga underarter finns listade i Catalogue of Life.